# Gonggong

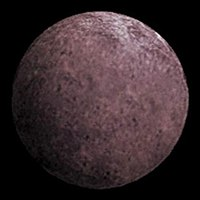
Reprezentare artistică

225088 Gonggong, anterior 2007 OR10, este unul dintre cele mai mari obiecte transneptuniene. A fost descoperit la 17 iulie 2007 de un grup științific al astronomului Michael Brown de la Observatorul Palomar (California). Descoperirea a fost oficial anunțată pe 7 ianuarie 2009. Pe fotografiile de arhivă obiectul a fost detectat de 46 de ori începând cu 1985. Corpul este candidat pentru categoria de planetă pitică.

## Caracteristici fizice
La descoperirea din 2007 Michael Brown considera că dimensiunea obiectului Gonggong variază între cea a planetelor pitice Sedna și Quaoar. Cun un albedo de 19%, diametrul obiectului este estimat la 1290 km.
La o magnitudine absolută 2 și albedo între 15% și 40%, diametrului corpului este estimat a fi între 875 și 1400 km. În 2012, s-a estimat diametrul la valoarea de 1290 km. Astfel, acesta intră în topul zece al celor mai mari obiecte transneptuniene.
Când a fost descoperit, obiectul era considerat a fi un duplicat al lui Haumea care, acoperit cu gheață (de apă) pură, a fost denumit neoficial „Albă ca Zăpada”. Cu toate acestea, sa constat că Gonggong, se aseamănă mai mult cu Quaoar, unul dintre cele mai roșiatice obiecte din Centura Kuiper.